# Primera División 2018 (Uruguay)
Het seizoen 2018 van de Primera División was het 115e seizoen van de hoogste Uruguayaanse voetbalcompetitie. De competitie begon op 3 februari en eindigde op 11 november 2018.

## Teams
Er namen vijftien ploegen deel aan de Primera División tijdens het seizoen 2018. Twaalf ploegen wisten zich vorig seizoen te handhaven en drie ploegen promoveerden vanuit de Segunda División: CA Torque (kampioen), CA Atenas (nummer twee) en CA Progreso (winnaar nacompetitie) kwamen in de plaats van de gedegradeerde ploegen IA Sud América, CA Juventud en Club Plaza Colonia de Deportes. Vorig seizoen wist CCyd El Tanque Sisley zich ook te handhaven in de Primera División, maar zij namen niet deel aan de competitie wegens een te hoge schuldenlast.
| Club                      | Stad       | Stadion                              | Capaciteit | Vorig seizoen |
| ------------------------- | ---------- | ------------------------------------ | ---------- | ------------- |
| CA Atenas                 | San Carlos | Estadio Ateniense                    | 6.000      | 2e (2ª)       |
| CA Boston River           | Montevideo | Estadio Parque Artigas (Las Piedras) | 9.000      | 6e            |
| CA Cerro                  | Montevideo | Estadio Luis Tróccoli                | 25.000     | 5e            |
| Danubio FC                | Montevideo | Estadio Jardines del Hipódromo       | 18.000     | 8e            |
| Defensor Sporting Club    | Montevideo | Estadio Luis Franzini                | 16.000     | 2e            |
| CCyD El Tanque Sisley     | Montevideo | Nam geen deel dit seizoen            |            | 13e           |
| CA Fénix                  | Montevideo | Estadio Parque Capurro               | 5.500      | 11e           |
| Liverpool FC              | Montevideo | Estadio Belvedere                    | 8.384      | 12e           |
| Montevideo Wanderers FC   | Montevideo | Estadio Parque Alfredo Víctor Viera  | 14.000     | 4e            |
| Club Nacional de Football | Montevideo | Estadio Gran Parque Central          | 26.500     | 3e            |
| CA Peñarol                | Montevideo | Estadio Campeón del Siglo            | 40.005     | 1e            |
| CA Progreso               | Montevideo | Estadio Parque Abraham Paladino      | 5.400      | 3e (2ª)       |
| Racing Club de Montevideo | Montevideo | Estadio Parque Osvaldo Roberto       | 8.500      | 10e           |
| Rampla Juniors FC         | Montevideo | Estadio Olímpico de Montevideo       | 6.000      | 7e            |
| CA River Plate            | Montevideo | Estadio Parque Federico Omar Saroldi | 5.165      | 9e            |
| CA Torque                 | Montevideo | Estadio José Nasazzi                 | 5.002      | 1e (2ª)       |

## Competitie-opzet
De competitie werd gespeeld van 3 februari tot en met 11 november 2018 en bestond uit drie delen: de Apertura, het Torneo Intermedio en de Clausura. In de Apertura en de Clausura speelden alle ploegen eenmaal tegen elkaar. Voor het Torneo Intermedio werden de clubs in twee groepen verdeeld die elk eenmaal tegen elkaar spelen. De groepswinnaars speelden vervolgens in de finale tegen elkaar.
De winnaars van de Apertura en de Clausura kwalificeerden zich voor de halve finales van het Campeonato. De winnaar van het totaalklassement (waarin alle wedstrijden, met uitzondering van de finale van het Torneo Intermedio, werden meegeteld) plaatste zich voor de finale van het Campeonato. De winnaar van die finale werd landskampioen, de verliezer werd tweede. Alle overige clubs werden gerangschikt op basis van het totaalklassement.

### Kwalificatie voor internationale toernooien
Het seizoen 2018 gold als kwalificatie voor de Zuid-Amerikaanse competities (Copa Libertadores en Copa Sudamericana) van 2019. De top-vier kwalificeerde zich voor de Copa Libertadores 2019. Ook voor de Copa Sudamericana 2019 plaatsten zich vier Uruguayaanse ploegen. De winnaars van het Torneo Intermedio en de verliezer van de halve finale van het Campeonato (winnaar van de Apertura of Clausura) kwalificeerden zich indien ze zich niet hebben gekwalificeerd voor de Copa Libertadores. De resterende Uruguayaanse plekken werden opgevuld op basis van de totaalstand.

## Apertura
Het Torneo Apertura werd gespeeld van 3 februari tot en met 6 mei 2018. Alle ploegen speelden eenmaal tegen elkaar. De ploeg met de meeste punten werd winnaar van de Apertura en plaatste zich voor de halve finale van het Campeonato. Indien er twee ploegen gelijk eindigden met de meeste punten, dan zouden ze een beslissingswedstrijd spelen. In het geval dat er drie of meer ploegen gelijk eindigden met de meeste punten, dan zouden de twee ploegen met het beste doelsaldo een beslissingswedstrijd spelen. Omdat CCyD El Tanque Sisley niet meedeed aan de competitie kregen hun tegenstanders drie punten in de speelronde dat ze anders tegen El Tanque Sisley hadden gespeeld.
Club Nacional de Football verzilverde hun koppositie door op de laatste speeldag op bezoek bij Danubio FC met 2–1 te winnen. Hierdoor kwalificeerde Nacional zich voor de halve finale van het Campeonato.

### Eindstand Apertura
|     | Club                      | Sp. | W  | G | V  | Pnt. | DV | DT | DS  |
| --- | ------------------------- | --- | -- | - | -- | ---- | -- | -- | --- |
| 1.  | Club Nacional de Football | 15  | 12 | 2 | 1  | 38   | 26 | 8  | +18 |
| 2.  | CA Peñarol                | 15  | 11 | 3 | 1  | 36   | 28 | 10 | +18 |
| 3.  | Danubio FC                | 15  | 9  | 3 | 3  | 30   | 23 | 10 | +13 |
| 4.  | Defensor Sporting Club    | 15  | 9  | 3 | 3  | 30   | 26 | 20 | +6  |
| 5.  | Liverpool FC              | 15  | 7  | 4 | 4  | 27   | 17 | 16 | +1  |
| 6.  | CA River Plate            | 15  | 7  | 4 | 4  | 25   | 28 | 22 | +3  |
| 7.  | CA Cerro                  | 15  | 7  | 4 | 4  | 25   | 16 | 18 | –2  |
| 8.  | CA Progreso               | 15  | 6  | 3 | 6  | 21   | 25 | 17 | +8  |
| 9.  | CA Fénix                  | 15  | 6  | 2 | 7  | 20   | 18 | 18 | 0   |
| 10. | CA Boston River           | 15  | 5  | 5 | 5  | 19   | 17 | 21 | –4  |
| 11. | Montevideo Wanderers FC   | 15  | 5  | 3 | 7  | 18   | 14 | 20 | –6  |
| 12. | CA Atenas                 | 15  | 5  | 1 | 9  | 16   | 11 | 27 | –16 |
| 13. | Racing Club de Montevideo | 15  | 3  | 3 | 9  | 12   | 14 | 24 | –10 |
| 14. | CA Torque                 | 15  | 2  | 4 | 9  | 10   | 13 | 27 | –14 |
| 15. | Rampla Juniors FC         | 15  | 2  | 4 | 9  | 10   | 12 | 27 | –15 |
| 16. | CCyD El Tanque Sisley     | 15  | 0  | 0 | 15 | 0    | 0  | 0  | 0   |

### Legenda
| Kleur | Kwalificatie voor       |
| ----- | ----------------------- |
|       | Halve finale Campeonato |

#### Topscorers
| №  | Speler            | Club                      | Goals |
| -- | ----------------- | ------------------------- | ----- |
| 1. | David Terans      | Danubio FC                | 10    |
| 2. | Gonzalo Bergessio | Club Nacional de Football | 9     |
| 3. | Germán Rivero     | Defensor Sporting Club    | 7     |

## Torneo Intermedio
Het Torneo Intermedio werd gespeeld van 9 mei tot en met 10 juni 2018. De ploegen werden verdeeld in twee groepen: in Groep A zaten de ploegen die in de Apertura op een oneven positie (eerste, derde, et cetera) waren geëindigd. In Groep B zaten de ploegen die op een even positie waren geëindigd. Omdat de ploegen in Groep B, door het ontbreken van CCyD El Tanque Sisley, een wedstrijd minder speelden dan de ploegen in Groep A, worden hun punten voor het totaalklassement aan het eind van het seizoen vermenigvuldigd met 1⅙.
Groep A werd gewonnen door Club Nacional de Football, de winnaar van de Apertura. Net als in de Apertura was een uitzege op Danubio FC op de laatste speeldag het resultaat waarmee ze de eerste plek verzekerden. In Groep B ging de winst naar promovendus CA Torque, dat hun voorsprong consolideerde door mede-promovendus CA Progreso te verslaan op de laatste speeldag. In de finale wist Nacional een 0–2 ruststand om te buigen in een 3–2 overwinning. Hiermee won Nacional het Torneo Intermedio ongeslagen en kwalificeerden ze zich eveneens voor de Supercopa Uruguaya 2019.

### Groep A
|    | Club                      | Sp. | W | G | V | Pnt. | DV | DT | DS  |
| -- | ------------------------- | --- | - | - | - | ---- | -- | -- | --- |
| 1. | Club Nacional de Football | 7   | 5 | 2 | 0 | 17   | 19 | 5  | +14 |
| 2. | CA Cerro                  | 7   | 3 | 4 | 0 | 13   | 9  | 5  | +4  |
| 3. | Danubio FC                | 7   | 3 | 1 | 3 | 10   | 12 | 12 | 0   |
| 4. | Racing Club de Montevideo | 7   | 3 | 1 | 3 | 10   | 5  | 9  | –4  |
| 5. | Montevideo Wanderers FC   | 7   | 3 | 0 | 4 | 9    | 8  | 10 | –2  |
| 6. | Liverpool FC              | 7   | 2 | 2 | 3 | 8    | 10 | 11 | –1  |
| 7. | Rampla Juniors FC         | 7   | 2 | 0 | 5 | 6    | 9  | 14 | –5  |
| 8. | CA Fénix                  | 7   | 1 | 2 | 4 | 5    | 7  | 13 | –6  |

### Groep B
|    | Club                   | Sp. | W | G | V | Pnt. | DV | DT | DS  | Tot. |
| -- | ---------------------- | --- | - | - | - | ---- | -- | -- | --- | ---- |
| 1. | CA Torque              | 6   | 4 | 1 | 1 | 13   | 10 | 6  | +4  | 15⅙  |
| 2. | CA Peñarol             | 6   | 4 | 0 | 2 | 12   | 20 | 10 | +10 | 14   |
| 3. | CA River Plate         | 6   | 2 | 3 | 1 | 9    | 5  | 9  | –4  | 10½  |
| 4. | CA Atenas              | 6   | 2 | 2 | 2 | 8    | 6  | 5  | +1  | 9⅓   |
| 5. | CA Progreso            | 6   | 1 | 3 | 2 | 6    | 5  | 7  | –2  | 7    |
| 6. | Defensor Sporting Club | 6   | 2 | 0 | 4 | 6    | 4  | 8  | –4  | 7    |
| 7. | CA Boston River        | 6   | 1 | 1 | 4 | 4    | 2  | 7  | –5  | 4⅔   |

### Legenda
| Kleur | Kwalificatie voor        |
| ----- | ------------------------ |
|       | Finale Torneo Intermedio |

### Finale
|                                |                                 |                     |                  |                                                                           |
| 10 juni 2018 15:00 uur (UTC−3) | Club Nacional de Football       | 3 - 2               | CA Torque        | Estadio Centenario, Montevideo Scheidsrechter: Esteban Ostojich (Uruguay) |
| 10 juni 2018 15:00 uur (UTC−3) | Aguiar 67', 72' Bergessio 90+1' | Verslag (Soccerway) | 21', 38' Pereira | Estadio Centenario, Montevideo Scheidsrechter: Esteban Ostojich (Uruguay) |

#### Topscorers
| №  | Speler            | Club                      | Goals |
| -- | ----------------- | ------------------------- | ----- |
| 1. | Cristian Palacios | CA Peñarol                | 8     |
| 2. | Gonzalo Bergessio | Club Nacional de Football | 6     |
| 3. | Vijf spelers      |                           | 4     |

## Clausura
Het Torneo Clausura werd gespeeld van 21 juli tot en met 4 november 2018. Alle ploegen speelden eenmaal tegen elkaar volgens het inverse schema van de Apertura (voor alle duels werden de thuis- en uitploeg dus omgedraaid).. De ploeg met de meeste punten werd winnaar van de Clausura en plaatste zich voor de halve finale van het Campeonato. Indien er twee ploegen gelijk eindigden met de meeste punten, dan zouden ze een beslissingswedstrijd spelen. In het geval dat er drie of meer ploegen gelijk eindigden met de meeste punten, dan zouden de twee ploegen met het beste doelsaldo een beslissingswedstrijd spelen. Omdat CCyD El Tanque Sisley niet meedeed aan de competitie kregen hun tegenstanders drie punten in de speelronde dat ze anders tegen El Tanque Sisley hadden gespeeld.
Na twaalf duels ging CA Peñarol aan kop, met drie punten meer dan Club Nacional de Football. Peñarol had de Clausura kunnen winnen in de Uruguayaanse Clásico tegen rivaal Nacional, maar de wedstrijd eindigde (net als in de Apertura) in een 1–1 gelijkspel. Een week later pakte Peñarol alsnog de winst door CA Progreso met 1–0 te veslaan. Hierdoor kwalificeerden zij zich voor de halve finale van het Campeonato.

### Eindstand Apertura
|     | Club                      | Sp. | W  | G | V  | Pnt. | DV | DT | DS  |
| --- | ------------------------- | --- | -- | - | -- | ---- | -- | -- | --- |
| 1.  | CA Peñarol                | 15  | 11 | 3 | 1  | 36   | 25 | 10 | +15 |
| 2.  | Club Nacional de Football | 15  | 9  | 3 | 3  | 30   | 19 | 14 | +5  |
| 3.  | Montevideo Wanderers FC   | 15  | 8  | 4 | 3  | 28   | 26 | 20 | +6  |
| 4.  | Racing Club de Montevideo | 15  | 7  | 4 | 4  | 25   | 16 | 12 | +4  |
| 5.  | Liverpool FC              | 15  | 6  | 5 | 4  | 23   | 22 | 16 | +6  |
| 6.  | Defensor Sporting Club    | 15  | 6  | 4 | 5  | 22   | 23 | 19 | +4  |
| 7.  | CA Progreso               | 15  | 6  | 4 | 5  | 22   | 21 | 19 | +2  |
| 8.  | Rampla Juniors FC         | 15  | 5  | 6 | 4  | 21   | 16 | 16 | 0   |
| 9.  | CA Cerro                  | 15  | 5  | 6 | 4  | 21   | 22 | 23 | –1  |
| 10. | Danubio FC                | 15  | 4  | 8 | 3  | 20   | 13 | 15 | –2  |
| 11. | CA Torque                 | 15  | 4  | 6 | 5  | 18   | 16 | 18 | –2  |
| 12. | CA Fénix                  | 15  | 5  | 3 | 7  | 18   | 16 | 19 | –3  |
| 13. | CA River Plate            | 15  | 4  | 3 | 8  | 15   | 20 | 33 | –13 |
| 14. | CA Boston River           | 15  | 4  | 2 | 9  | 14   | 14 | 22 | –8  |
| 15. | CA Atenas                 | 15  | 2  | 7 | 6  | 13   | 12 | 24 | –12 |
| 16. | CCyD El Tanque Sisley     | 15  | 0  | 0 | 15 | 0    | 0  | 0  | 0   |

### Legenda
| Kleur | Kwalificatie voor       |
| ----- | ----------------------- |
|       | Halve finale Campeonato |

#### Topscorers
| №  | Speler            | Club                   | Goals |
| -- | ----------------- | ---------------------- | ----- |
| 1. | Gabriel Fernández | CA Peñarol             | 9     |
| 2. | Álvaro Navarro    | Defensor Sporting Club | 8     |
| 2. | Federico Martínez | Liverpool FC           | 8     |

## Totaalstand
De ploeg met de meeste punten in de totaalstand - de optelling van de Apertura, het Torneo Intermedio en de Clausura - plaatste zich voor de finale van het Campeonato. Indien er twee ploegen gelijk eindigden met de meeste punten, dan zouden ze een beslissingswedstrijd spelen. In het geval dat er drie of meer ploegen gelijk eindigden met de meeste punten, dan zouden de twee ploegen met het beste doelsaldo een beslissingswedstrijd spelen.
In dezelfde week waarin CA Peñarol de Clausura had gewonnen veroverden ze ook de leiding in de totaalstand, omdat concurrent Club Nacional de Football een 1–1 gelijkspel behaalde tegen CA Atenas. Tijdens de laatste speelronde, een week later, wonnen beide clubs hun wedstrijd. Hierdoor verzekerde Peñarol zich van de eerste plek in de totaalstand en een plekje in de finale van het Campeonato.

### Totaalstand
|     | Club                      | Sp. | W  | G  | V  | Pnt. | DV | DT | DS  |
| --- | ------------------------- | --- | -- | -- | -- | ---- | -- | -- | --- |
| 1.  | CA Peñarol                | 36  | 26 | 6  | 4  | 86   | 73 | 30 | +43 |
| 2.  | Club Nacional de Football | 37  | 26 | 7  | 4  | 85   | 64 | 27 | +37 |
| 3.  | Danubio FC                | 37  | 16 | 12 | 9  | 60   | 40 | 40 | +8  |
| 4.  | Defensor Sporting Club    | 36  | 17 | 7  | 12 | 59   | 53 | 47 | +6  |
| 5.  | CA Cerro                  | 37  | 15 | 14 | 8  | 59   | 47 | 46 | +1  |
| 6.  | Liverpool FC              | 37  | 15 | 11 | 11 | 58   | 49 | 44 | +5  |
| 7.  | Montevideo Wanderers FC   | 37  | 16 | 7  | 14 | 55   | 48 | 50 | –2  |
| 8.  | CA River Plate            | 36  | 13 | 10 | 13 | 50½  | 53 | 64 | –11 |
| 9.  | CA Progreso               | 36  | 13 | 10 | 13 | 50   | 51 | 43 | +8  |
| 10. | Racing Club de Montevideo | 37  | 13 | 8  | 16 | 47   | 36 | 46 | –10 |
| 11. | CA Torque                 | 36  | 10 | 11 | 15 | 43⅙  | 39 | 51 | –12 |
| 12. | CA Fénix                  | 37  | 12 | 7  | 18 | 43   | 41 | 50 | –9  |
| 13. | CA Atenas                 | 36  | 9  | 10 | 17 | 38⅓  | 29 | 56 | –27 |
| 14. | CA Boston River           | 36  | 10 | 8  | 18 | 37⅔  | 33 | 50 | –17 |
| 15. | Rampla Juniors FC         | 37  | 9  | 10 | 18 | 37   | 37 | 57 | –20 |
| 16. | CCyD El Tanque Sisley     | 30  | 0  | 0  | 30 | 0    | 0  | 0  | 0   |

### Legenda
| Kleur | Kwalificatie voor |
| ----- | ----------------- |
|       | Finale Campeonato |

#### Topscorers
De Argentijn Gonzalo Bergessio van Club Nacional de Football werd topscorer met zeventien doelpunten. Het was voor het eerst sinds 2001 dat een buitenlander topscorer van Uruguay werd.
| №  | Speler            | Club                      | Goals |
| -- | ----------------- | ------------------------- | ----- |
| 1. | Gonzalo Bergessio | Club Nacional de Football | 17    |
| 2. | David Terans      | Danubio FC                | 14    |
| 3. | Federico Martínez | Liverpool FC              | 13    |
| 4. | Gabriel Fernández | CA Peñarol                | 12    |
| 4. | Cristian Palacios | CA Peñarol                | 12    |

## Campeonato Uruguayo
Het Campeonato Uruguayo bepaalde de winnaar van de Primera División (of de Copa Uruguaya) 2018. De winnaars van de Apertura (Club Nacional de Football) en de Clausura (CA Peñarol) zouden in de halve finale één wedstrijd spelen en de winnaar daarvan zou zich kwalificeren voor de finale, waarin ze een thuis- en uitduel zouden spelen tegen de nummer een van de totaalstand (Peñarol). De finalisten zouden worden aangemerkt als kampioen en vice-kampioen, de overige posities in de eindstand zouden worden bepaald op basis van de totaalstand.
Omdat Peñarol zich tweemaal had gekwalificeerd, als winnaar van de Clausura en als nummer een van de totaalstand, betekende dit dat zij aan een zege in de halve finale genoeg hadden om kampioen te worden. Zou Nacional de halve finale winnen, dan zouden zij het in de finale nogmaals opnemen tegen Peñarol.

### Wedstrijdschema
|  | Halve finale   | Halve finale |  |  | Finale  | Finale | Finale | Finale |
|  |                |              |  |  |         |        |        |        |
|  |                |              |  |  |         |        |        |        |
|  | Nacional       | 1            |  |  |         |        |        |        |
|  | Peñarol (n.v.) | 2            |  |  |         |        |        |        |
|  |                |              |  |  |         |        |        |        |
|  |                |              |  |  | Peñarol | -      | -      | N.v.t. |
|  |                |              |  |  | Peñarol | -      | -      |        |
|  |                |              |  |  |         |        |        |        |

### Halve finale
|                                    |                           |                     |                                  |                                                                 |
| 11 november 2018 16:30 uur (UTC−3) | Club Nacional de Football | 1 – 2 n.v.          | CA Peñarol                       | Estadio Centenario, Montevideo Scheidsrechter: Daniel Fedorczuk |
| 11 november 2018 16:30 uur (UTC−3) | Zunino 48'                | Verslag (Soccerway) | 73' Formiliano 96' Cr. Rodríguez | Estadio Centenario, Montevideo Scheidsrechter: Daniel Fedorczuk |

 CA Peñarol wint met 2-1 en is kampioen van Uruguay.

## Ranglijst
De winnaar van de finale werd kampioen van Uruguay, de verliezend finalist werd vice-kampioen. De overige plaatsen werden bepaald op basis van de totaalstand. Indien er geen finale noodzakelijk was, zou ook de tweede plek worden bepaald op basis van de totaalstand.
Dit seizoen gold in Uruguay als kwalificatie voor de Copa Libertadores 2019 en de 2019. In beide toernooien had Uruguay recht op vier deelnemers. In de Copa Libertadores gingen deze plekken naar de top-vier van het eindklassement. Voor de Copa Sudamericana waren de winnaar van het Torneo Intermedio (Club Nacional de Football) en de verliezer van de halve finale van het Campeonato (eveneens Nacional) zeker van een plekje indien ze niet bij de beste vier zouden eindigen. Zij eindigden echter wel in de top-vier, waardoor de nummers vijf tot en met acht deel mochten nemen aan de Copa Sudamericana.

### Eindstand
|     | Club                      | Sp. | W  | G  | V  | Pnt. | DV | DT | DS  |
| --- | ------------------------- | --- | -- | -- | -- | ---- | -- | -- | --- |
| 01. | CA Peñarol                | 36  | 26 | 6  | 4  | 86   | 73 | 30 | +43 |
| 2.  | Club Nacional de Football | 37  | 26 | 7  | 4  | 85   | 64 | 27 | +37 |
| 3.  | Danubio FC                | 37  | 16 | 12 | 9  | 60   | 40 | 40 | +8  |
| 4.  | Defensor Sporting Club    | 36  | 17 | 7  | 12 | 59   | 53 | 47 | +6  |
| 5.  | CA Cerro                  | 37  | 15 | 14 | 8  | 59   | 47 | 46 | +1  |
| 6.  | Liverpool FC              | 37  | 15 | 11 | 11 | 58   | 49 | 44 | +5  |
| 7.  | Montevideo Wanderers FC   | 37  | 16 | 7  | 14 | 55   | 48 | 50 | –2  |
| 8.  | CA River Plate            | 36  | 13 | 10 | 13 | 50½  | 53 | 64 | –11 |
| 9.  | CA Progreso               | 36  | 13 | 10 | 13 | 50   | 51 | 43 | +8  |
| 10. | Racing Club de Montevideo | 37  | 13 | 8  | 16 | 47   | 36 | 46 | –10 |
| 11. | CA Torque                 | 36  | 10 | 11 | 15 | 43⅙  | 39 | 51 | –12 |
| 12. | CA Fénix                  | 37  | 12 | 7  | 18 | 43   | 41 | 50 | –9  |
| 13. | CA Atenas                 | 36  | 9  | 10 | 17 | 38⅓  | 29 | 56 | –27 |
| 14. | CA Boston River           | 36  | 10 | 8  | 18 | 37⅔  | 33 | 50 | –17 |
| 15. | Rampla Juniors FC         | 37  | 9  | 10 | 18 | 37   | 37 | 57 | –20 |
| 16. | CCyD El Tanque Sisley     | 30  | 0  | 0  | 30 | 0    | 0  | 0  | 0   |

### Legenda
| Kleur | Kwalificatie voor                    |
| ----- | ------------------------------------ |
|       | Copa Libertadores 2019, groepsfase   |
|       | Copa Libertadores 2019, voorronde    |
|       | Copa Sudamericana 2019, eerste ronde |

### Degradatie
Drie ploegen degradeerden naar de Segunda División; dit waren de ploegen die over de laatste twee seizoenen het minste punten hadden verzameld in de competitie. Aangezien de promovendi (CA Torque, CA Atenas en CA Progreso) vorig seizoen nog niet in de Primera División speelden, werden de punten gedeeld door het aantal gespeelde wedstrijden.
Omdat CCyD El Tanque Sisley niet meedeed aan de competitie degradeerden zij sowieso naar de Segunda División. De clubs die hierdoor minder wedstrijden speelden in het Torneo Intermedio kregen in de degradatietabel echter geen vermenigvuldiging van de punten behaald in het Torneo Intermedio. Voor alle clubs werd het totaal aantal punten gedeeld door het aantal gespeelde wedstrijden.
|     | Club                      | Sp. | 2017 | 2018 | Tot. | Gem. |
| --- | ------------------------- | --- | ---- | ---- | ---- | ---- |
| 1.  | CA Peñarol                | 73  | 86   | 84   | 170  | 2,33 |
| 3.  | Club Nacional de Football | 74  | 83   | 85   | 169  | 2,27 |
| 3.  | Defensor Sporting Club    | 73  | 86   | 58   | 144  | 1,97 |
| 4.  | CA Cerro                  | 74  | 53   | 59   | 112  | 1,51 |
| 5.  | Montevideo Wanderers FC   | 74  | 55   | 55   | 110  | 1,49 |
| 6.  | Danubio FC                | 74  | 46   | 60   | 106  | 1,43 |
| 7.  | CA Progreso               | 36  | –    | 49   | 49   | 1,36 |
| 8.  | CA River Plate            | 73  | 45   | 49   | 94   | 1,29 |
| 9.  | Liverpool FC              | 74  | 37   | 58   | 95   | 1,28 |
| 10. | Racing Club de Montevideo | 74  | 45   | 47   | 92   | 1,24 |
| 11. | CA Boston River           | 73  | 52   | 37   | 89   | 1,22 |
| 12. | Rampla Juniors FC         | 74  | 50   | 37   | 87   | 1,18 |
| 13. | CA Fénix                  | 74  | 42   | 43   | 85   | 1,15 |
| 14. | CA Torque                 | 36  | –    | 41   | 41   | 1,14 |
| 15. | CA Atenas                 | 36  | –    | 37   | 37   | 1,03 |
| 16. | CCyD El Tanque Sisley     | 37  | 37   | –    | 37   | 1,00 |

### Legenda
| Kleur | Degradatie naar       |
| ----- | --------------------- |
|       | Segunda División 2019 |

1900 · 1901 · 1902 · 1903 · 1904 · 1905 · 1906 · 1907 · 1908 · 1909 · 1910 · 1911 · 1912 · 1913 · 1914 · 1915 · 1916 · 1917 · 1918 · 1919 · 1920 · 1921 · 1922 · 1923 · 1924 · 1925 · 1926 · 1927 · 1928 · 1929 · 1930 · 1931 · 1932 · 1933 · 1934 · 1935 · 1936 · 1937 · 1938 · 1939 · 1940 · 1941 · 1942 · 1943 · 1944 · 1945 · 1946 · 1947 · 1948 · 1949 · 1950 · 1951 · 1952 · 1953 · 1954 · 1955 · 1956 · 1957 · 1958 · 1959 · 1960 · 1961 · 1962 · 1963 · 1964 · 1965 · 1966 · 1967 · 1968 · 1969 · 1970 · 1971 · 1972 · 1973 · 1974 · 1975 · 1976 · 1977 · 1978 · 1979 · 1980 · 1981 · 1982 · 1983 · 1984 · 1985 · 1986 · 1987 · 1988 · 1989 · 1990 · 1991 · 1992 · 1993 · 1994 · 1995 · 1996 · 1997 · 1998 · 1999 · 2000 · 2001 · 2002 · 2003 ·  2004 · 2005 · 2005/06 · 2006/07 · 2007/08 · 2008/09 · 2009/10 · 2010/11 ·  2011/12 · 2012/13 · 2013/14 · 2014/15 · 2015/16 · 2016 · 2017 · 2018 · 2019 · 2020 · 2021 · 2022 · 2023